# Новоомское сельское поселение
Новоомское се́льское поселе́ние — муниципальное образование в Омском районе Омской области Российской Федерации.
Административный центр — посёлок Новоомский.

## История
Статус и границы сельского поселения установлены Законом Омской области от 30 июля 2004 года № 548-ОЗ «О границах и статусе муниципальных образований Омской области»

## Население
| 2006  | 2010  | 2011  | 2012  | 2013  | 2014  | 2015  |
| ----- | ----- | ----- | ----- | ----- | ----- | ----- |
| 5965  | ↘5846 | ↗5858 | ↗6223 | ↗6456 | ↗6685 | ↗6770 |
| 2016  | 2017  | 2018  | 2019  | 2020  | 2021  | 2023  |
| ↗6846 | ↘6789 | ↘6721 | ↘6601 | ↘6465 | ↘5960 | ↘5866 |

## Состав сельского поселения
| № | Населённый пункт | Тип населённого пункта          | Население |
| - | ---------------- | ------------------------------- | --------- |
| 1 | Калачево         | деревня                         | ↗293      |
| 2 | Новоомский       | посёлок, административный центр | ↗5218     |
| 3 | Путинцево        | деревня                         | ↘389      |
| 4 | Фадино           | железнодорожная станция         | ↘218      |